# Реџина Хол
Реџина Ли Хол (енгл. Regina Lee Hall; Вашингтон, 12. децембар 1970) америчка је глумица. Најпознатија је по улогама Бренде Микс у филмском серијалу Мрак филм (2000−2006) и Евелин Прајс у серији Ред и закон: Лос Анђелес.